# 常盤光長

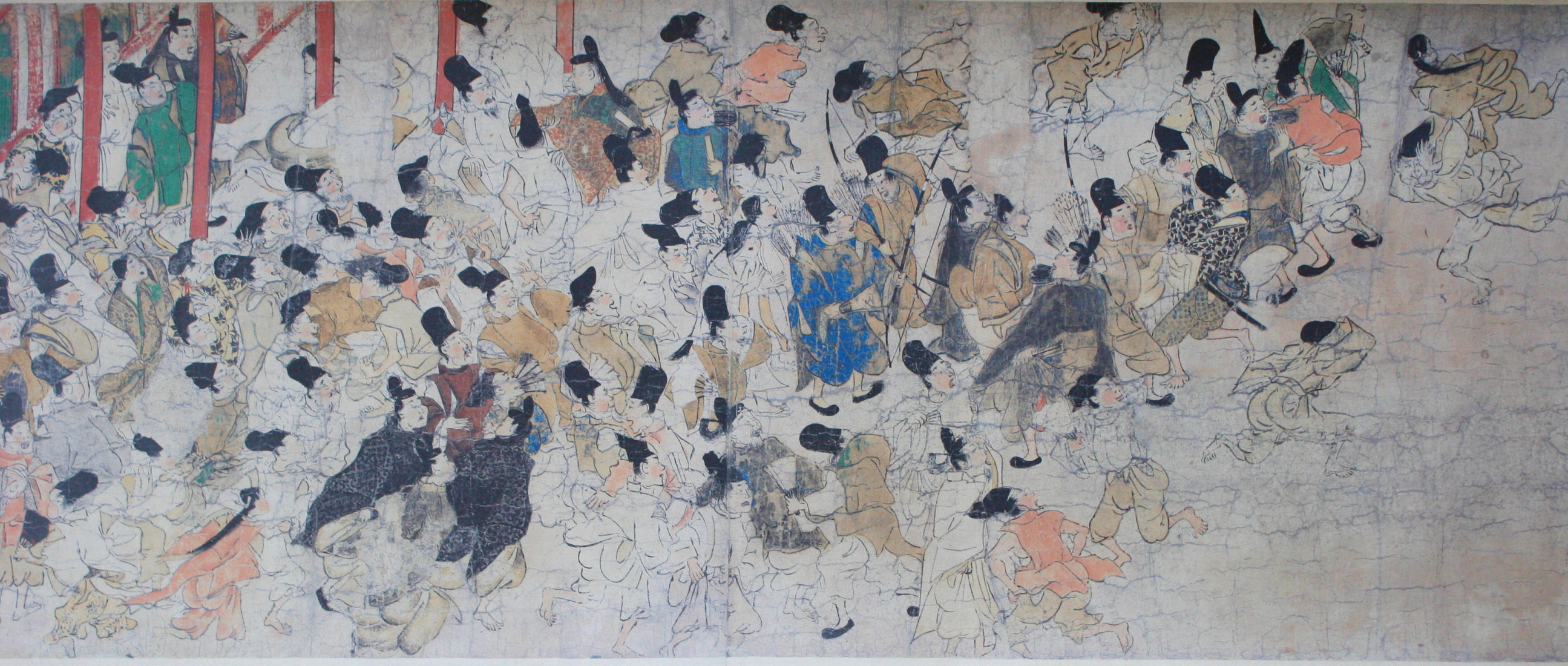
《伴大納言絵詞》（部分、応天門炎上）
常盤光長筆と推定されている。

常盤 光長（ときわ みつなが、生没年不詳）は、平安時代後期の宮廷絵師。後世、藤原 光長とも、また土佐派成立後にその祖先の一人として土佐 光長とも呼ばれた。出自は明らかではないが、一説に藤原北家良門流、中務大輔・藤原経隆、あるいは豊前守・藤原邦隆の子とする。従四位下・刑部大輔。
承安3年（1173年）藤原隆信と協同で最勝光院御所の障子会を描く。また、後白河法皇の命により『年中行事絵巻』を描いたとされている。さらに、絵巻中の描写の共通点から『伴大納言絵詞』と『吉備大臣入唐絵巻』を描いたとも見做されている。